# トローバ

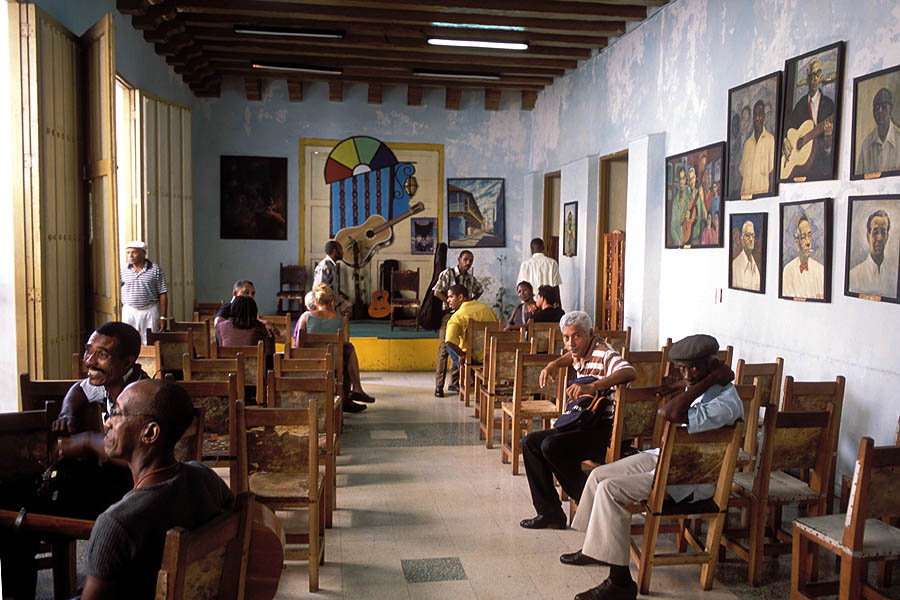
カサ・デ・ラ・トローバ（トローバの家）

トローバ（trova）とはキューバのシンガーソングライターたちが作る音楽、または歌曲のスタイルを指す。

## トロバドール
カリブ海諸国では言語感覚の優れた詩を作り、歌うことのできるシンガーソングライターを中世の吟遊詩人になぞらえ、敬意を込めてトロバドールと呼び、その作品をトローバと呼んだ。トローバとは広い意味では「歌」を指し、キューバ人にとってトロバドールが自作自演する音楽は、ジャンルを問わず全てトローバと考えられている。そういう意味ではトローバは厳密にはジャンル名ではない。
狭義のトローバはスペインの韻律に従った繊細な詩と、イタリアやフランスのオペラの歌唱スタイルが融合したサルスエラのような歌曲であり、キューバ独立戦争の時代から20世紀にかけて、サンティアーゴ・デ・クーバを中心にシンド・ガライ、ホセ・サンチェス、といった優れたトロバドールが現れ、多くの名曲を残した。彼らはサルスエラやボレロなどから、時代を経るにつれハバネラやソン、サルスエラから発展したフィーリンといった多くのジャンルの音楽を演奏した。
トローバのほとんどは愛の喜びや悲しみ、日々の日常といった普遍的なテーマであり、即興で作られる十行詩の音楽よりも長く人々に愛唱された。キューバの各地には「カサ・デ・ラ・トローバ（トローバの家）」と呼ばれるライブハウスがあり、今日でもトローバが演奏されている。

## ヌエバ・トローバ
キューバ革命後の1969年、革命政府はICAIC（キューバ国営映画公社）のプロジェクトとして、世界的なギタリストであり指揮者だったレオ・ブローウェルの指揮の元に、ICAIC音響実験集団を発足させた。そこで見出されたパブロ・ミラネス、シルビオ・ロドリゲスといった音楽家たちが、のちのヌエバ・トローバと呼ばれるムーブメントの原動力となった。
ヌエバ・トローバとは、トロバドールの全盛期の勢いを現代に蘇らせる意識からそう名付けられた。初期の作風は熱気とやる気に満ちた無邪気な革命讃歌が多いが、時代が下るにつれ、現実的な視線をもつ、政治性の低いプロテストソングが多くなっている。
1970年代は公民権運動やベトナム反戦運動など、世界的に若い世代が「反乱」を起こすことがブームとなっていた。スペイン語圏諸国の軍事政権下の抑圧された若者たちに、ヌエバ・トローバの革命讃歌は絶大な支持を受けた。反して、既に革命が達成されたキューバでは、暗示的、比喩的に政府批判を盛り込むヌエバ・トローバの立場は微妙なものだった。
1980年代には、キューバ国内でヌエバ・トローバのコンセプトのもとに作られたソンやロック・ミュージックなど「ヌエバ・トローバ系」と呼ばれる様々なジャンルの音楽が流行した。1990年代にはブームは去ったが、内憂外患のキューバを憂えるジャンルとして一定の地位を得ている。